# اکاتام‌ماناهالی
اکاتام‌ماناهالی (به انگلیسی: Akkathammanahalli) یک روستا در هند است که در کارناتاکا واقع شده‌است.